# Platylabus tenuicornis
Platylabus tenuicornis là một loài tò vò trong họ Ichneumonidae.